# Sensacje XX wieku
Sensacje XX wieku – polski program telewizyjny dotyczący historii XX wieku, emitowany od września 1983 do sierpnia 2005 na antenie TVP1 i ponownie od 12 kwietnia 2015 roku na National Geographic Channel, którego pomysłodawcą i autorem jest Bogusław Wołoszański.

## Charakterystyka programu
Program ma na celu ukazanie mało znanych informacji, związanych głównie z II wojną światową, chociaż nie tylko. Powstało około 1000 odcinków. Niektórzy ludzie, pasjonujący się Sensacjami XX wieku, są zrzeszeni w Klubie Sensacji XX wieku.
Powstała też radiowa wersja tego programu, która w latach 2001–2002 była emitowana na antenie Radia Zet (w formie powtórek w porze nocnej). Postaciom historycznym użyczyli swoich głosów tak znani aktorzy, jak np. Jan Peszek, Jan Machulski, Marek Perepeczko, Krzysztof Kowalewski, Witold Pyrkosz, Wojciech Malajkat, Krzysztof Globisz, Adam Ferency, Radosław Pazura, Marek Kondrat, Olaf Lubaszenko, Piotr Fronczewski.

### Czołówka
W charakterystycznej czołówce programu jako podkład muzyczny wykorzystano kompozycję Irvinga Josepha State's Evidence. Jak wyznał Wołoszański po latach, sam nie wiedział kto był autorem muzyki. Jej fragment zaczerpnął z jednego z filmów dystrybuowanych wówczas przez ONZ. Materiały te były przeznaczone do wolnego wykorzystania, co też miało dla telewizji w latach 80. znaczenie finansowe.

## Reaktywacja programu
6 listopada 2014 roku TVP i FOX International Channels podpisały umowę w sprawie wspólnej produkcji kolejnej serii 10 odcinków cyklu, które były emitowane na antenach TVP1 i National Geographic Channel w kwietniu i w maju 2015 roku. Pierwszy odcinek został wyemitowany 12 kwietnia 2015 roku i dotyczył rotmistrza Jerzego Sosnowskiego. Seria ta została później udostępniona w serwisie Netflix.

## Odcinki

### Seria National Geographic / TVP1[9]
- Krew, miłość, zdrada (1 odc. serii) 12 kwietnia 2015 National Geographic
- Strażnicy skarbów (2 odc. serii) 26 kwietnia 2015 National Geographic
- Największy wróg Hitlera (3 odc. serii) 10 maja 2015 National Geographic
- Astrolog (4 odc. serii) 24 maja 2015 National Geographic
- Szabla polska (5 odc. serii) 18 października 2015 National Geographic
- Własow (6 odc. serii) 25 października 2015 National Geographic
- Enigma (1) 1 listopada 2015 National Geographic
- Enigma (2) 8 listopada 2015 National Geographic
- Enigma (3) 23 listopada 2015 TVP1
- Enigma (4) 22 listopada 2015 National Geographic